# Schloss Wildegg
Das Schloss Wildegg ist ein Schloss in der Gemeinde Möriken-Wildegg im Schweizer Kanton Aargau. Die Anlage befindet sich rund achtzig Meter oberhalb des Dorfes Wildegg am Ende eines felsigen Ausläufers des Chestenbergs, oberhalb der Bünz und der Aare. Es gehört seit dem 1. Januar 2011 dem Kanton Aargau.

## Geschichte

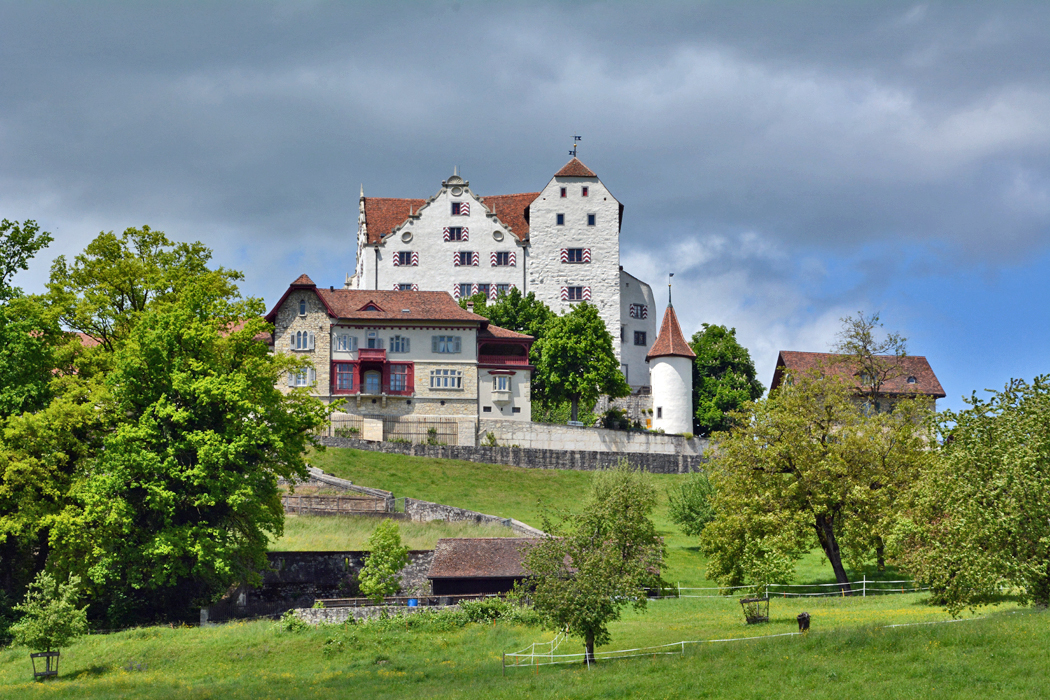
Ansicht von Süden

In der ersten Hälfte des 13. Jahrhunderts liessen Dienstmannen der Habsburger hier eine Burg errichten, um die südwestliche Ecke des Eigenamtes, des habsburgischen Kerngebietes, zu schützen und eine strategisch wichtige Stelle an der Aare zu kontrollieren. Sie wurde 1242 erstmals urkundlich erwähnt und von den Truchsessen von Habsburg und Wildegg bewohnt, einem Ministerialengeschlecht der Habsburger. Nach deren Aussterben gelangte sie um 1340 an Johann I. von Hallwyl. Peter von Gryffensee kaufte 1437 die Burg von den Hallwyl, um das Mannlehen Wildegg 1457 an die Stadt Bern, seit 1415 Lehensherrin im unteren Aargau, zurückzugeben. Das Lehen ging um 1462 an die Brüder Hans, Hans Heinrich und Hans Thüring von Ballmoos. Um 1480 erwarb der Innerschweizer Ritter Albin von Silenen das Lehen Wildegg, was Bern missfiel, denn kurz vorher erwarb der Luzerner Heinrich Hasfurter die Burg Wildenstein. 
Bern zog das Lehen ein und gab es stattdessen 1483/84, zusammen mit dem Patronat und der Niederen Gerichtsbarkeit zu Holderbank und Möriken an den Brugger Kaspar Effinger um 1730 Gulden. Die Effinger vererbten diesen Besitz elf Generationen weiter. 1552 brannte die Burg infolge Blitzeinschlags fast vollständig aus, nur das Mauerwerk blieb erhalten. Über mehrere Jahre hinweg wurde die Burg wieder bewohnbar gemacht.
Ab 1684 erfolgte der Umbau der Anlage in ein Wohnschloss im Barockstil. 1825 wurde neben dem Schloss das sogenannte Erlachhaus errichtet. Die Wildegg und ihre zugehörigen Güter ging 1830 in den Besitz der Familienkiste Effinger über. 1886 wurde gegenüber dem Erlachhaus die Villa im Stil eines Landschlösschens erbaut.

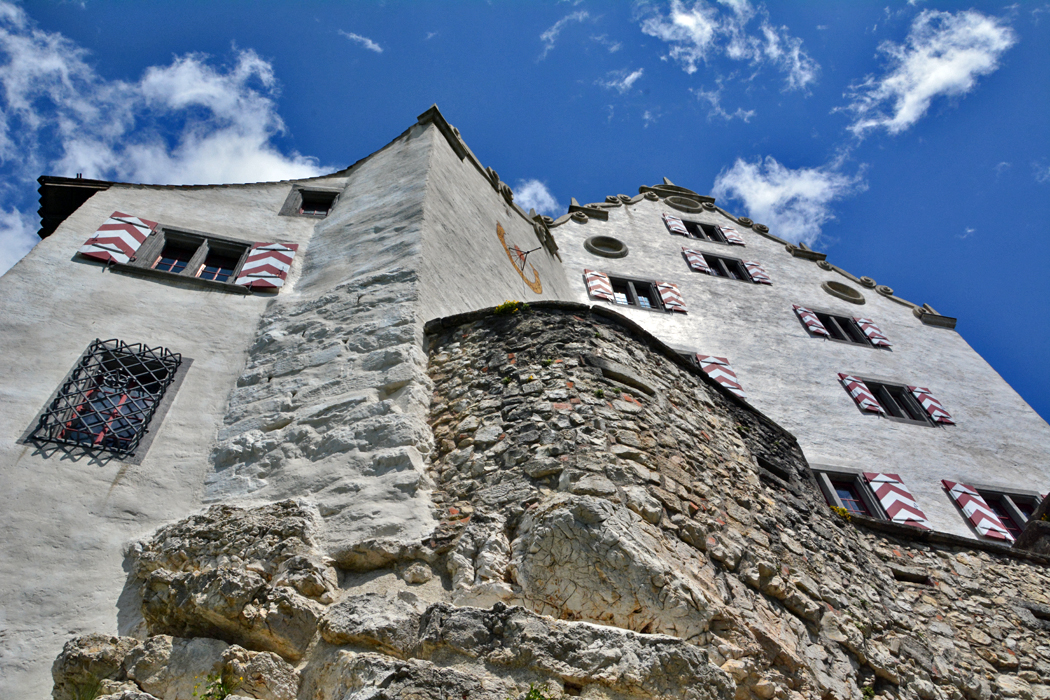
Westfassade des Schlosses

Julie von Effinger, die Letzte ihrer Linie, starb 1912 ohne Nachkommen. Sie vermachte das Schloss mit fast der gesamten Ausstattung und die dazugehörende Domäne der Eidgenossenschaft, die das ganze Gut dem Landesmuseum zur Verwaltung übergab. Das Schloss wurde unter der Leitung von Eduard Vischer bis 1917 instand gesetzt und für den Museumsbetrieb vorbereitet. Zum Familienerbe gehört unter anderem auch ein umfangreiches Archiv mit Zeugnissen aus mehreren Jahrhunderten, das 2011 dem Staatsarchiv Aargau übergeben wurde.
Das Schloss Wildegg wechselte am 1. Januar 2011 in den Besitz einer vom Kanton Aargau errichteten Stiftung. Der Museumsbetrieb wurde auf dieses Datum vom Museum Aargau übernommen. Der Grosse Rat des Kantons Aargau hatte dafür im Januar 2010 mit 104 zu 22 Stimmen einen jährlichen Kredit bewilligt. Im Sommer 2011 wurde die noch von der Schweizerischen Eidgenossenschaft finanzierte Renovation des Schlosses abgeschlossen.

## Gebäude

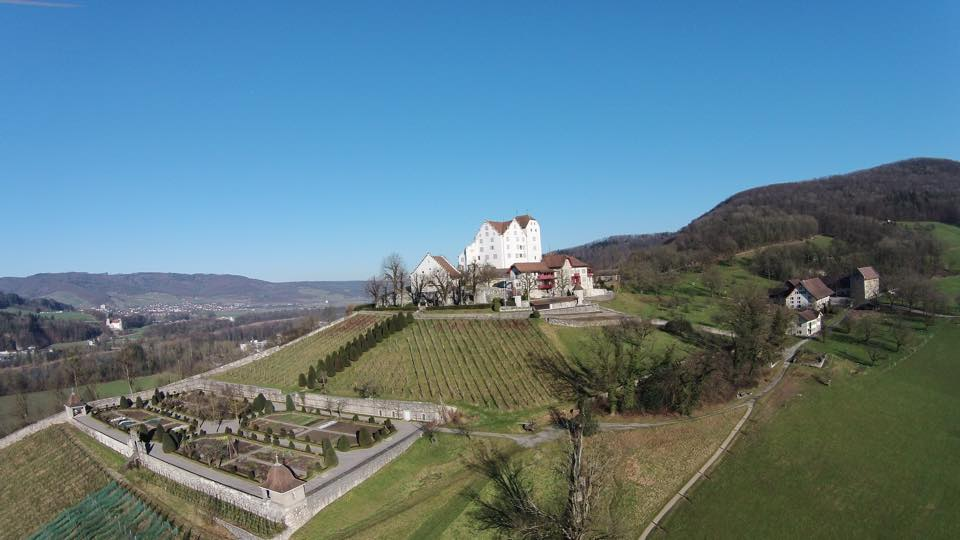
Schloss und Nutzgarten

Das Schloss besteht im Kern aus einer gut erhaltenen Burg aus der ersten Hälfte des 13. Jahrhunderts mit Bergfried und Palas, die Ende des 17. Jahrhunderts zu einem Wohnschloss im Barockstil um- und ausgebaut wurde. Zum Anwesen gehören auch ein Gutshof, Gärten, Parks, Waldungen, Rebenpflanzungen und Manufakturen. Die gesamte Domäne wird seit 2011 von der Stiftung Schlossdomäne Wildegg verwaltet und bildet eine Kulturlandschaft von nationaler Bedeutung. Das Schloss mit allen Nebengebäuden sowie die Gärten werden vom Museum Aargau genutzt und betreut. Im Jahre 1999 übernahm der Politiker Alois Huber die Pacht des Gutsbetriebs Schloss Wildegg.

## Schaugarten alter Kulturpflanzen

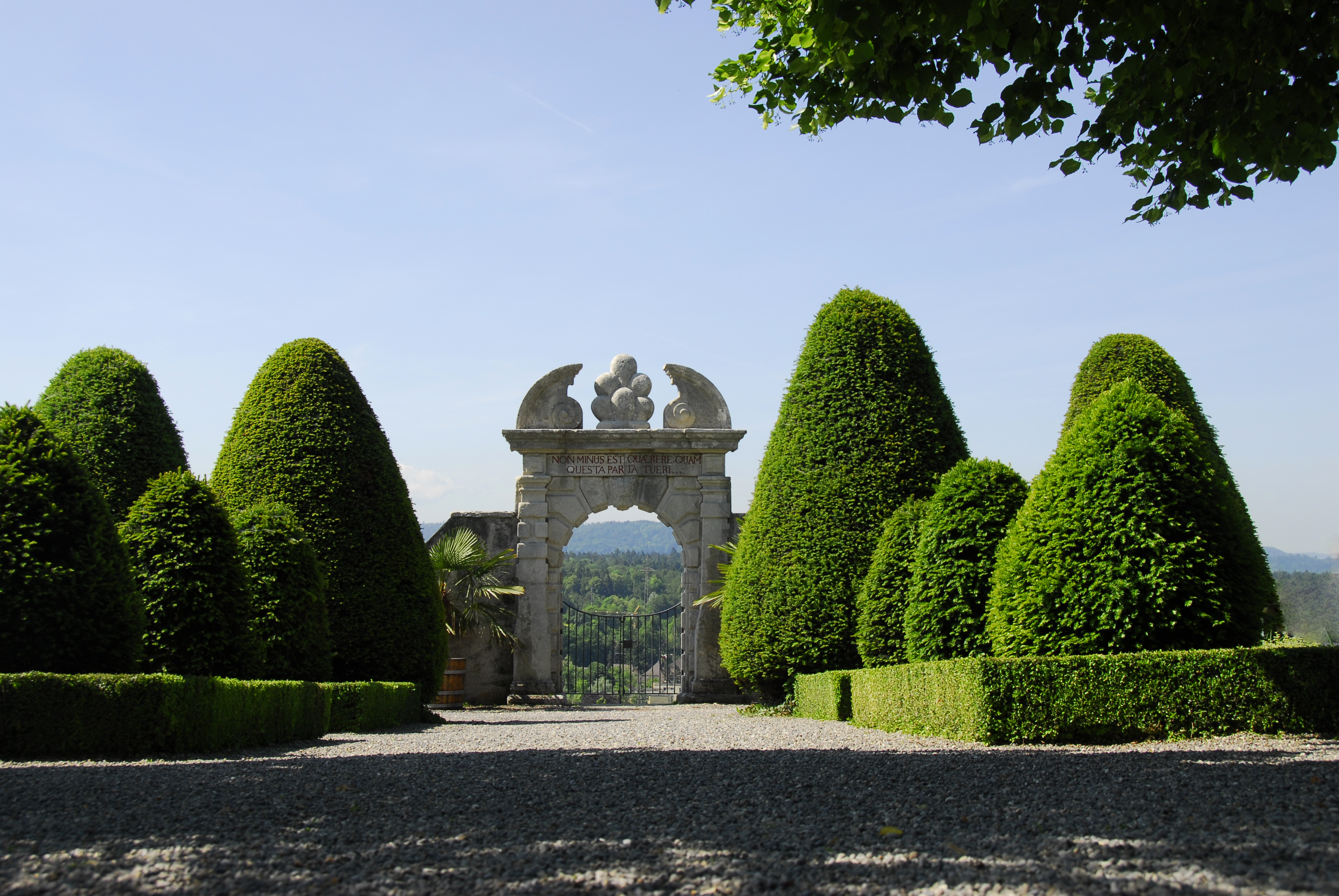
Portal zum Nutzgarten

Das Museum Aargau betreut auf einer grossen Gartenterrasse eine Anlage mit 300 alten Kulturpflanzen, Gemüse-, Getreide- und Beerensorten sowie Duft-, Würz- und Medizinalkräutern. Die Setzlinge werden bei der Stiftung ProSpecieRara bezogen, die sich für die Erhaltung der biologischen Artenvielfalt einsetzt.